# Картвелишвили, Дмитрий Леванович
Дмитрий Леванович Картвелишвили (груз. დიმიტრი ლევანის ძე ქართველიშვილი; 23 декабря 1927 — 2009) — советский грузинский государственный и партийный деятель. Председатель Совета Министров Грузинской ССР (1982—1986). Член КПСС с 1956 года. Депутат Совета Союза Верховного Совета СССР 9-11 созывов (1974—1989) от Грузинской ССР.

## Биография
Родился 13 декабря 1927 года в Тифлисе в семье юриста. Грузин. Член КПСС с декабря 1956 года. В 1951 году окончил Грузинский политехнический институт по специальности инженер-механик.
С 1945 года — студент Грузинского политехнического института.
С сентября 1951 года — на Кутаисском автомобильном заводе: инженер, старший инженер, заведующий лабораторией;
С 1955 года — заместитель главного конструктора;
В 1965 году — главный конструктор;
С 1965 года — главный инженер завода.
С июня 1971 года — председатель Кутаисского горисполкома.
С марта 1975 года — заведующий отделом промышленности, транспорта и связи Совета Министров Грузинской ССР.
С июня 1976 года — первый заместитель председателя Госплана Грузинской ССР.
С октября 1978 года — заведующий отделом плановых и финансовых органов ЦК Компартии Грузии.
С апреля 1979 года — заместитель Председателя Совета Министров Грузинской ССР — председатель Госплана Грузинской ССР.
С июля 1982 года — Председатель Совета Министров Грузинской ССР.
С апреля 1986 года — начальник Грузинского республиканского управления Госстандарта СССР.
С марта 1988 года — директор проектно-технологического института «Грузгипробыт».
С ноября 1989 года — заведующий отделом промышленности Управления делами Совета Министров Грузинской ССР.
С октября 1990 года — персональный пенсионер союзного значения.
В 1990-х был членом наблюдательного совета Кутаисского автомобильного завода. Решением президента Эдуарда Шеварднадзе в декабре 1997 года Дмитрию Картвелишвили был присужден Орден Чести за вклад в развитие грузинского машиностроения.
Умер в 2009 году.

## Награды
- три ордена Трудового Красного Знамени